# 旧グラシアニ邸

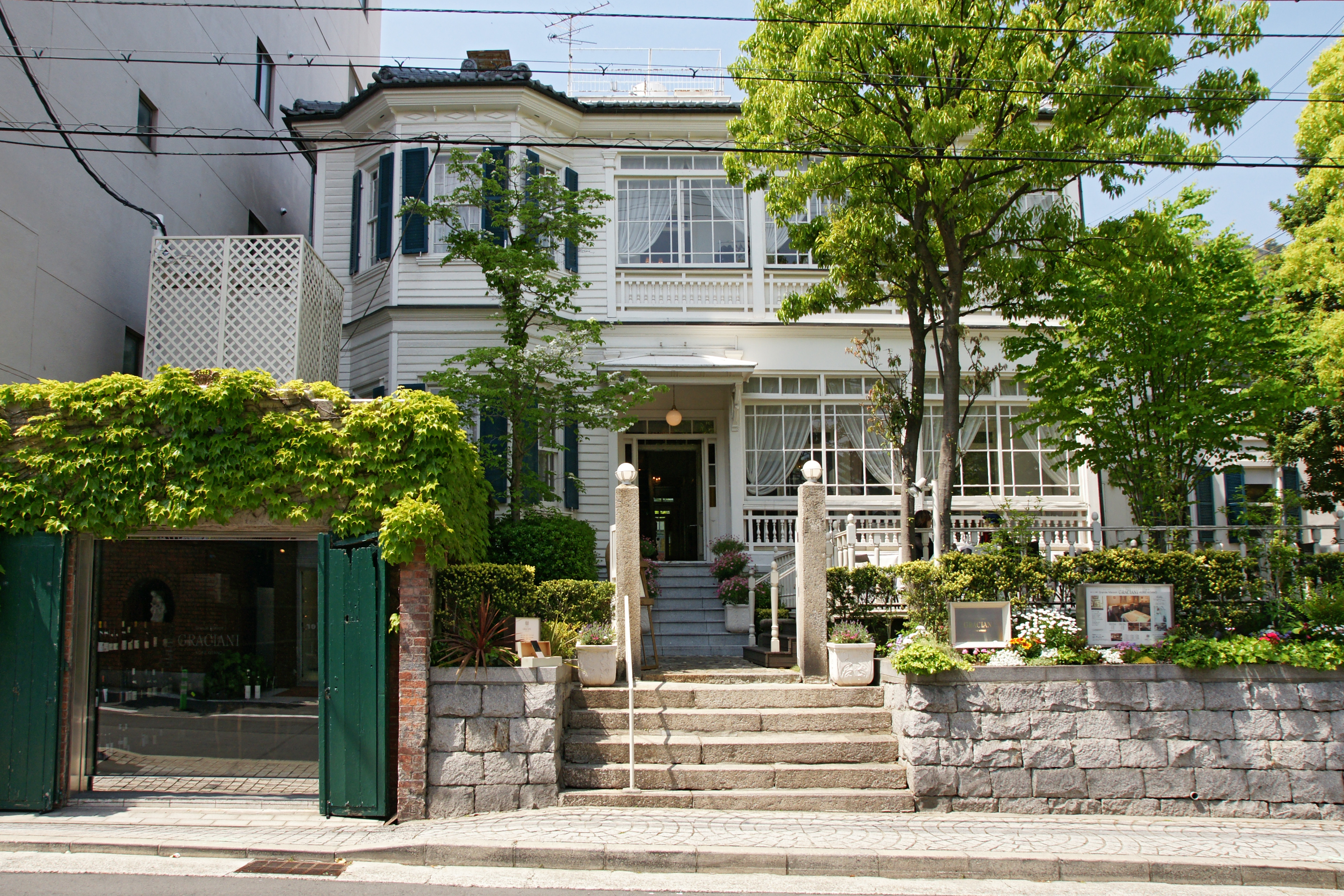
旧グラシアニ邸

旧グラシアニ邸（きゅうグラシアニてい）は兵庫県神戸市にあった異人館。
重要伝統的建造物群保存地区「北野町山本通」を構成する洋館の一つ。
2012年2月14日に発生した火災で全焼した。

## 概要
明治41年にフランス人貿易商グラシアニの自邸として建設されたコロニアルスタイルの西洋館。山本通りの北側の石垣上に位置する。
広い中庭に面するガーデンテラスを利用したフレンチレストラン、喫茶店として一般公開。
主屋の西にあるレンガ造のワインセラーは、車庫として使用されていたもの。
2012年2月14日5時35分頃に1階付近から火の手が上がり、7時間30分燃え続けた後、木造2階建て200平方mが全焼した。2月7日にも不審火があり、出火当時にも人気はなく放火とみられており、2012年6月には元調理師が放火の疑いで逮捕されたが処分保留で釈放されている。
運営する平川商事は、焼け残った建物を解体し、消失前の外観に復元再現し営業再開を目指すとしている。

## 建築概要
- 設計 - 不詳
- 竣工 - 明治41年（1908年）
- 構造 - 木造、地上2階建、寄棟造、桟瓦葺、外壁下見板張オイルペンキ塗、上げ下げ窓鎧戸付
- 所在地 - 兵庫県神戸市中央区北野町4丁目8-1
- 備考 - 北野・山本地区の伝統的建造物-24

## 交通アクセス
- 山陽新幹線　新神戸駅　徒歩10分
- JR　三ノ宮駅　徒歩15分
- 阪急　神戸三宮駅　徒歩15分
- 阪神　神戸三宮駅　徒歩15分
- 地下鉄西神・山手線　三宮駅　徒歩15分
- 地下鉄海岸線　三宮・花時計前駅　徒歩15分
- ポートライナー 三宮駅　徒歩15分

## 周辺情報
- シュウエケ邸
- 旧A.P.ディスレッセン邸
- 旧キャセリン・アンダーセン邸
- ボリビア領事館
- 神戸華僑総会